# Бахатост
Бахатост или позајмљеница ароганција (од старогрчког "υβρις" и латинског: arrogantia, superbia) је став који прецењује сопствену вредност или сопствене вештине. Такође подстиче бахатост, дрскост и презриво понашање према другим људима.
Таштина и нарцизам погодују настанку бахатост.
За разлику од поноса, бахатост карактерише понашање особе која тражи или покушава да узме више него што јој припада.